# Pluchea lanceolata
Pluchea lanceolata là một loài thực vật có hoa trong họ Cúc. Loài này được (DC.) C.B.Clarke miêu tả khoa học đầu tiên năm 1876.